# Триссино, Джанджорджо
Джан Джорджо Триссино (итал. Gian Giorgio Trissino, 8 июля 1478 — 8 декабря 1550) — итальянский поэт и драматург.

## Биография
Джан Джорджо Триссино родился в Виченце в аристократической семье, получил образование в Милане. В 1508 г. вернулся в родной город, однако вскоре вынужден был уехать оттуда в изгнание, поскольку власти Венецианской республики заподозрили его в симпатиях к императору Карлу V. Жил в различных итальянских городах, в том числе во Флоренции, а в 1514 году в Риме, где папа Лев Х добивается для него отмены изгнания. Триссино поступает на службу к папе, выполняя различные дипломатические миссии для него и его последователей, добиваясь известности и уважения.
В 1523 г. Триссино публикует «Эпистолу о буквах, заново добавленных в итальянский язык» («Epistola intorno alle lettere nuovamente aggiunte alla lingua italiana»), адресованную папе Клименту VII, в которой предлагается реформировать итальянскую орфографию посредством добавления некоторых греческих букв для передачи звуков, для которых в итальянском языке не существует отдельных графем. Эпистола вызывает очень живую полемику в ученых кругах. Годом позже выходит трагедия Триссино «Софонисба» («Sofonisba»). В 1526 году Триссино возвратился в Виченцу, где построил собственную виллу, ставшую памятником его роли в открытии и воспитании выдающегося вичентинского архитектора Андреа Палладио. Там же он написал первые четыре части трактата «Поэтика» («Poetica»), «Стихотворения» («Rime») и «Хозяин замка» («Il castellano»).
Последние годы жизни Триссино провёл в Венеции и Риме, где опубликовал эпическую поэму «Италия, освобожденная от готов» («L’Italia liberata dai Goti», 1548) и комедию «Близнецы» («Simillimi», 1548), а также закончил «Поэтику». Умер Триссино в 1550 году.
Триссино явился одним из самых последовательных приверженцев подражания греческой классике, и все его произведения представляют собой попытку, иногда не очень удачную, осуществить те принципы, которые были им провозглашены в шеститомной «Поэтике». В этом произведении он излагает эстетические каноны, которые считает необходимыми для обновления итальянской культуры, применяя классические образцы ко всем литературным жанрам. Ему итальянская литература обязана первой «правильной» трагедией (то есть выстроенной по правилам, заявленным в «Поэтике») — «Софонисба», написанной в стихах в 1515 году и опубликованной в 1524 году. Сюжет заимствован из ХХХ-й книги «Истории Рима» Тита Ливия, к нему ранее обращался Петрарка в своей поэме «Африка», в основе его лежит один из эпизодов войны между Карфагеном и Римом. Софонисба, жена одного из нумидийских предводителей Сифака, оказывается в плену у Массиниссы, союзника римлян. Он женится на ней, чтобы спасти ее от рабства, но когда узнает, что она все же считается военной «добычей», добывает ей яд, и героиня кончает жизнь самоубийством. Трагедия представляется важным примером театрального классицизма в Италии, однако достаточно скромна по своим художественным качествам: психология героев лишена глубины, а история Софонисбы описана хладнокровно и рационально, стиль произведения достаточно вял, ритм замедленен и близок прозе.
Эпическая поэма «Италия, освобожденная от готов», написанная одиннадцатисложным стихом между 1527 и 1547 годами, состоит из 27 частей, объединенных в 3 тома, и повествует о войне между Византией и остроготами (535—539 гг.). Это внушительный по размаху текст, в котором автор старается строго следовать образцу гомеровской «Илиады» в стилистике — и в то же время соблюдать историческую правду, касающуюся описываемых событий. Немногочисленные по-настоящему поэтические моменты произведения теряются на общем назидательном фоне с крайне замедленным ритмом повествования.
Даже комедия «Близнецы» (1548), написанная под влиянием Плавта, и «Стихотворения» не имеют большой поэтической ценности. Более значимым представляется диалог «Хозяин замка» (1529), в котором Триссино обращается к вопросу о литературном языке. Он совершенно не согласен с нормами, предложенными П.Бембо, и считает, что литературный язык должен формироваться на основе синтеза различных диалектов. Конкретные примеры подобного языка Триссино предлагает в своей «Малой грамматике» («Grammatichetta», 1526-30), вызвавшей бурную полемику и неприятие, особенно со стороны литераторов Тосканы.

## Творчество

### «Италия, освобожденная от готов»
Обширная, написанная белым стихом поэма «L’Italia liberata dai Gothi» (1548), задуманная как программный памятник нового итальянского гуманизма, не удалась и была холодно встречена.

### «Софонисба»
Трагедия Триссино «Софонисба» ( 1515 г.) была первой «правильной», написанной в духе античной драмы, итальянской (и вообще европейской) трагедией ( если не считать «Эцерино» ( 1315 г.) Альбертино Муссато); она имела большой успех благодаря легкости и выразительности слога и драматизму сюжета. Сюжет — трагическая любовь нумидийской царицы Софонисбы и Массинисы, союзника римлян, — был заимствован драматургом из рассказа римского историка Тита Ливия («История Рима», XXX, 12—15) и из пятой книги петрарковской «Африки». Впоследствии она была переведена на французский язык и оказала огромное влияние на новый европейский театр.
Здесь Триссино начинает переориентацию европейской литературы на образец «Поэтики» Аристотеля (впервые опубликованной по-гречески в 1506 году), то есть стоит у истоков классицизма.

### Прочее
Триссино в «Послании о буквах, вновь добавленных к итальянскому языку» (1524) предлагает реформу итальянской орфографии; в 1529 публикует найденный им текст трактата Данте «О народном красноречии» вместе со своим переводом. В том же году диалогом «Хранитель замка» он включается в начатую Бембо дискуссию об итальянском литературном языке. Триссино отвергает пропагандируемый тогда многими тосканский приоритет и защищает идею внерегионального языка, материальная основа которого — в лексическом единстве итальянских диалектов. Он оспаривает требование абсолютизировать в живой литературной практике язык Петрарки и Боккаччо и выдвигает принцип ориентации на современную речь. Триссино переделал комедию Плавта «Близнецы», озаглавив свою переработку «I Simillimi» (1548). Написал также несколько трактатов по грамматике и поэтике.